# Експеримент Майкельсона — Морлі
Експеримент Майкельсона — Морлі здійснили 1887 року Альберт Майкельсон та Едвард Морлі в Школі прикладних наук Кейса в Клівленді (Огайо, США). Альберт Майкельсон був нагороджений Нобелівською премією з фізики за 1907 рік з формулюванням: «за створення прецизійних інструментів та виконані з їх допомогою спектроскопічні й метрологічні дослідження», в якому цей експеримент прямо не згадано, але згадано винайдене для нього обладнання. За своєю сутністю експеримент належить до класу «руйнівних», оскільки його «негативні» результати по суті «зруйнували» тодішню фізику, що базувалася на концепції стаціонарного ефіру («ефірного вітру»). Негативний результат сьогодні розглядається, як найсерйозніше заперечення домінуючої на той час концепції ефіру, що врешті-решт привело до створення теорії відносності, в межах якої для гіпотези ефіру не було місця. Більш того, цей експеримент сьогодні трактується, «як точка неповернення» (до старої «метафізики»). З методологічної точки зору — після цього розпочалася т.з. «друга наукова революція» (першу наукову революцію пов'язують із діяльністю Ньютона).

## Мета досліду

Схематичне зображення руху Землі в гіпотетичному потоці ефіру.

Зі становленням електродинаміки наприкінці XIX століття вважалося, що електромагнітні хвилі, а отже, й світло, поширюються в особливому невагомому пружному середовищі, яке називали ефіром. Оскільки Земля рухається навколо Сонця зі швидкістю понад 30 км/с, то виникали дві можливості: або ж вона рухається відносно ефіру, або ж вона частково захоплює ефір і тягне його за собою. Експеримент мав перевірити ці гіпотези.

## Концепції ефіру в період постановки експерименту
Коротко стан розвитку концепції ефіру, в межах «медіа фізики» можна подати зі слів Макса Борна. В середині 1880-х років ефір розглядався як середовище для розповсюдження електромагнітних хвиль, які розглядалися теоретично в межах електродинаміки Максвелла. Сам Максвелл винайшов кілька механічних моделей структури ефіру і з певним успіхом застосовував їх. Особливою винахідливістю на цьому напрямку відзначався лорд Кельвін, який постійно робив спроби тлумачення електромагнітних явищ, як дію «прихованих механізмів та сил».
Вихровий характер співвідношення між електричними струмами й магнітними полями та його симетрії наводять на думку розглядати електричний стан ефіру як лінійне зміщення, а магнітний стан — як обертання навколо деякої осі, або навпаки. Цим шляхом можна дійти до ідей, близьких до теорії ефіру, запропонованої Гельмгольцем. Згідно з останньою, ефір мав не створювати пружні опори, які діють проти збурення в звичайному сенсі, але виявляють опір абсолютному обертанню елементів його об'єму. 

## Експеримент

Схема руху променів в інтерферометрі Майкельсона

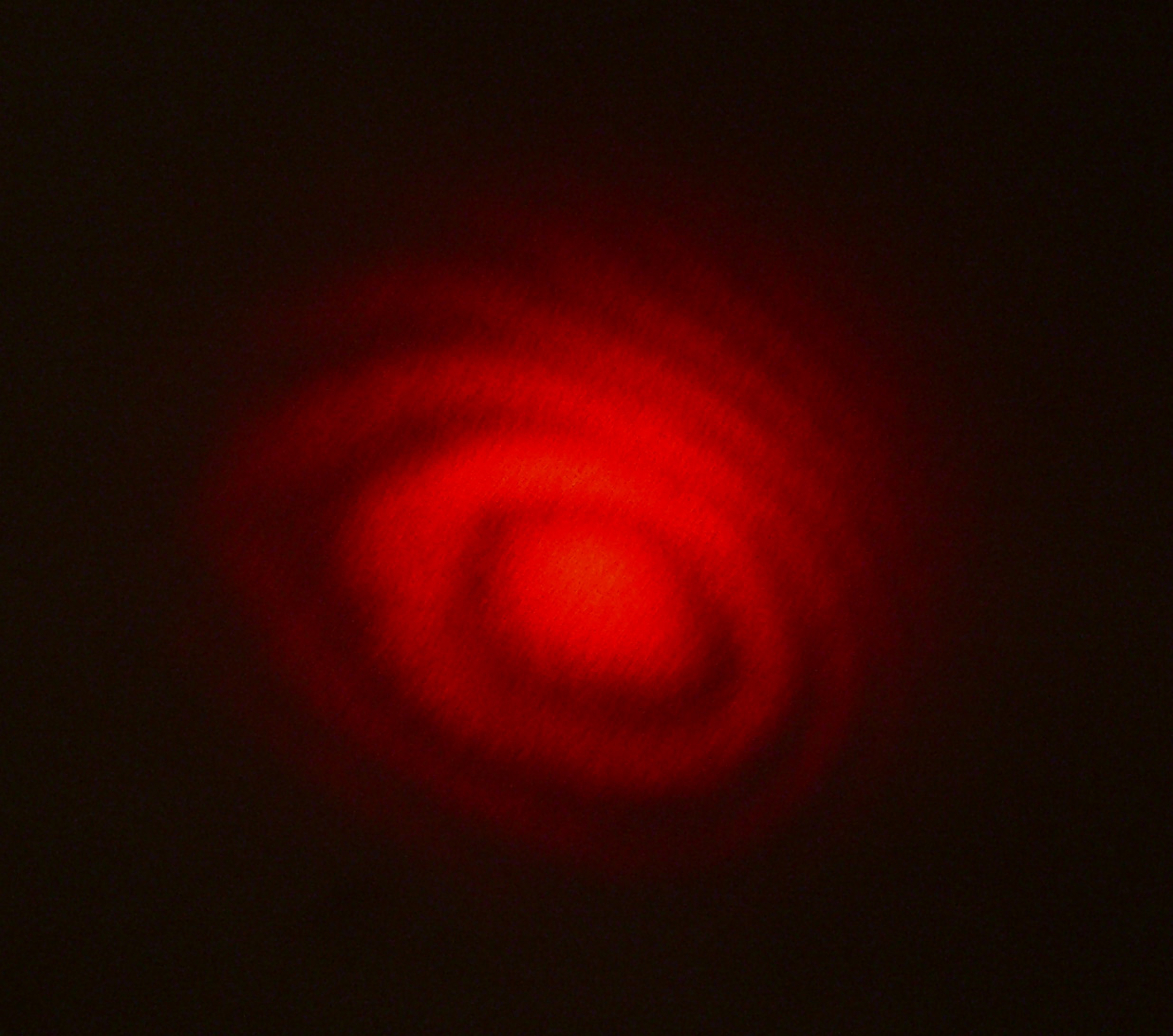
Сучасна інтерференційна картина в аналогічному експерименті з використанням червоного лазера.

Перед дослідниками стояло завдання винайти інструмент, який би був досить чутливим до руху ефіру відносно Землі. Цей інструмент тепер називають інтерферометром Майкельсона. В інтерферометрі початковий промінь світла розділяється на два за допомогою напівпрозорого дзеркала, а потім ці два промені, подолавши різний шлях, зводяться докупи й інтерферують. Спостерігаючи інтерференційний малюнок, можна зробити висновок про різницю в оптичних шляхах, які здолали два промені.

### Попередній експеримент Майкельсона (1881)
Якщо Земля рухається відносно ефіру, то промінь, перпендикулярний до руху Землі, і промінь, паралельний до руху Землі, мали б по різному відчувати рух ефіру, а отже, долати різний оптичний шлях. Таким чином, під час обертання інтерферометра інтерференційний малюнок мав змінюватися.
1881 року Майкельсон здійснив такий експеримент у Німеччині й отримав меншу, ніж очікувалося, зміну інтерференційного малюнку. Але тоді його прилад мав надто велику похибку, щоб можна було щось стверджувати напевно.
Точніший інтерферометр Майкельсон сконструював у США, в університеті Кейса Вестерн-Резерв разом із Морлі. Довжина плеча інтерферометра становила 11 м. Пристрій розташували в закритому приміщенні в підвалі кам'яного будинку, щоб уникнути можливого впливу температурних коливань та вібрації. Для того, щоб ще зменшити вібрації, інтерферометр змонтували на величезному блоці мармуру, який вмістили до басейну, заповненого ртуттю. За розрахунками дослідники мали побачити ефект руху Землі відносно ефіру.
Під час обертання мармурової брили з інтерферометром інтерференційний малюнок мав періодично змінюватися (з двома піками й двома провалами на один оберт). Крім того, оскільки Земля обертається ще й навколо своєї осі, фаза цих періодичних змін мала залежати від дня чи ночі. За розрахунками (у припущенні, що ефір зовсім не захоплюється Землею) зсув мав становити 0,4 періоду інтерференційного малюнка.
Експеримент не виявив очікуваних змін. Виміряний зсув не перевищував 0,01 й перебував у межах експериментальної похибки. Оскільки зсув пропорційний квадрату швидкості, то Майкельсон і Морлі в своїй статті в «American Journal of Science» зробили висновок, що швидкість Землі відносно ефіру може становити десь 1/6 швидкості Землі відносно Сонця (і безумовно менше від 1/4). Також можливо, що швидкість Землі відносно ефіру взагалі нульова.
Такий висновок узгоджувався з гіпотезою Стокса, що ефір захоплюється Землею. Однак, 1886 року Гендрік Лоренц довів, що гіпотеза Стокса суперечлива. Таким чином, результат експерименту не знайшов задовільного пояснення. Пояснити такі результати досліду Майкельсона і Морлі вдалося лише в рамках релятивістської фізики, яку Альберт Ейнштейн назвав теорією відносності.

### Корекції Лоренца – Пот'є

Анімована презентація очікуваних фазових зміщень між двома пучками світла в досліді Майкельсона-Морлі

Майкельсон отримав таке значення для часу проходження променю світла в поздовжньому напрямку:
{\displaystyle t_{l}=t_{1}+t_{2}={\frac {L}{c-v}}+{\frac {L}{c+v}}} {\displaystyle ={\frac {2L}{c}}{\frac {1}{1-{\frac {v^{2}}{c^{2}}}}}} {\displaystyle \approx {\frac {2L}{c}}\left(1+{\frac {v^{2}}{c^{2}}}\right)}
де t1 — час проходження бази в напрямі руху, t2 — час проходження бази в протилежному напрямі, v — швидкість інтерферометра відносно до ефіру, c — швидкість світла, а L' — база інтерферометра. Проте для поперечного напрямку Майкельсон використовував некоректне значення
{\displaystyle t_{t}={\frac {2L}{c}}}
оскільки він не врахував вплив ефірного вітру на поперечний промінь інтерферометра. В результаті була отримана затримка в одному з пучків, яка могла бути зареєстрована під час рекомбінації променя через інтерференцію. Будь-яка незначна зміна в часі проходження бази, буде виявлятися зсувом інтерференційних смуг. Якщо ефір є стаціонарний по відношенню до Сонця, то Майкельсон чекав (використовуючи свою некоректну формулу), що рух Землі викличе 4 % зсув (fringe shift) для жовтої частини спектру світла. Проте Майкельсон не спостерігав очікуваний зсув (0,04); на практиці було отримано значення близько 0,02, і ця величина була близькою до похибок виміру. Тому Майкельсон зробив висновок, що зсув інтерференційного малюнка, зумовлений ефірним вітром, відсутній (не виявляється на фоні похибок).
Проте, як було доведено Лоренцом та Пот'є (1886), поперечною складовою швидкості є {\displaystyle {\sqrt {c^{2}-v^{2}}}}, і для поперечного часу коректною є величина
{\displaystyle t_{t}={\frac {2L}{\sqrt {c^{2}-v^{2}}}}={\frac {2L}{c}}{\frac {1}{\sqrt {1-{\frac {v^{2}}{c^{2}}}}}}\approx {\frac {2L}{c}}\left(1+{\frac {v^{2}}{2c^{2}}}\right)}
І тому зсув інтерференційної картини, обумовлений різницею між tl та tt і рівний
{\displaystyle \approx {\frac {2Lv^{2}}{\lambda c^{2}}}}
де λ — довжина хвилі. Лоренц відзначив, що коли коректне значення взяти до уваги, то результуючий зсув в експерименті Майкельсона й буде приблизно рівним 0,02, що відповідає тогочасній експериментальній точності.
Остаточні розрахунки зробив Макс Борн.

### Експеримент Майкельсона – Морлі (1889)
1885 року Майкельсон розпочав співробітництво з Едвардом Морлі, витрачаючи чимало часу та грошей для використання експерименту Фізо (1851) по коефіцієнту захвату Френеля, щоб підвищити точність інтерферометра, та використання стандарту довжини хвилі світла. На той час Майкельсон був професором фізики в Школі фізики та прикладних наук Кейза (Case School of Applied Science), а Морлі був професором хімії в Західному Резервному Університеті (Western Reserve University). Майкельсон страждав від перевтоми та нервового виснаження протягом підготовки до цього експерименту, внаслідок нетерплячки отримання швидкого результату. Майкельсон та Морлі успішно підтвердили значення коефіцієнта захоплення Фрешнера 1886 року — цей результат також розглядався, як підтвердження концепції стаціонарного ефіру.
Може здаватися, що Майкельсон витрачав сили даремно, повторюючи на своєму інтерферометрі дослід Фізо, оскільки результати ніяк не поліпшували точність самого інтерферометра. Насправді, Майкельсон цікавився коефіцієнтом заломлення світла в повітрі. Це допомогло йому інтерпретувати результати свого експерименту 1889 року. Справа в тому, що мінімуми та максимуми отриманого зсуву були кратними не {\displaystyle 2\pi }, а дещо іншій величині, пов'язаній із обертанням Землі. Подальші виміри Майкельсона (і Міллера) робилися не в двох точках кола, а через кожні 15-20 градусів. Таким чином результати являли собою різновид косинусоїдальної функції, а не два дискретні значення. Більше того, для отримання косинусоїдальної функції застосовувалося усереднення за серіями експериментів, які ставилися протягом днів, місяців і кварталів.
Базу інтерферометру було збільшено до 11 м шляхом багаторазового відбивання світла від дзеркал. На такій базі зсув інтерференційного малюнку мав становити близько 0,4 його періоду. Для забезпечення повторюваності результатів експерименту апарат було розташовано в закритій кімнаті (Прентіс Хілл), на кам'яному фундаменті (для зменшення сторонніх вібрацій). Більше того, сам інтерферометр «плавав» у «басейні» зі ртуттю, що дозволяло легко повертати його навколо осі на будь-який кут. Таким чином, Майкельсон оцінював можливість реєстрації ефектів на рівні 1/100.

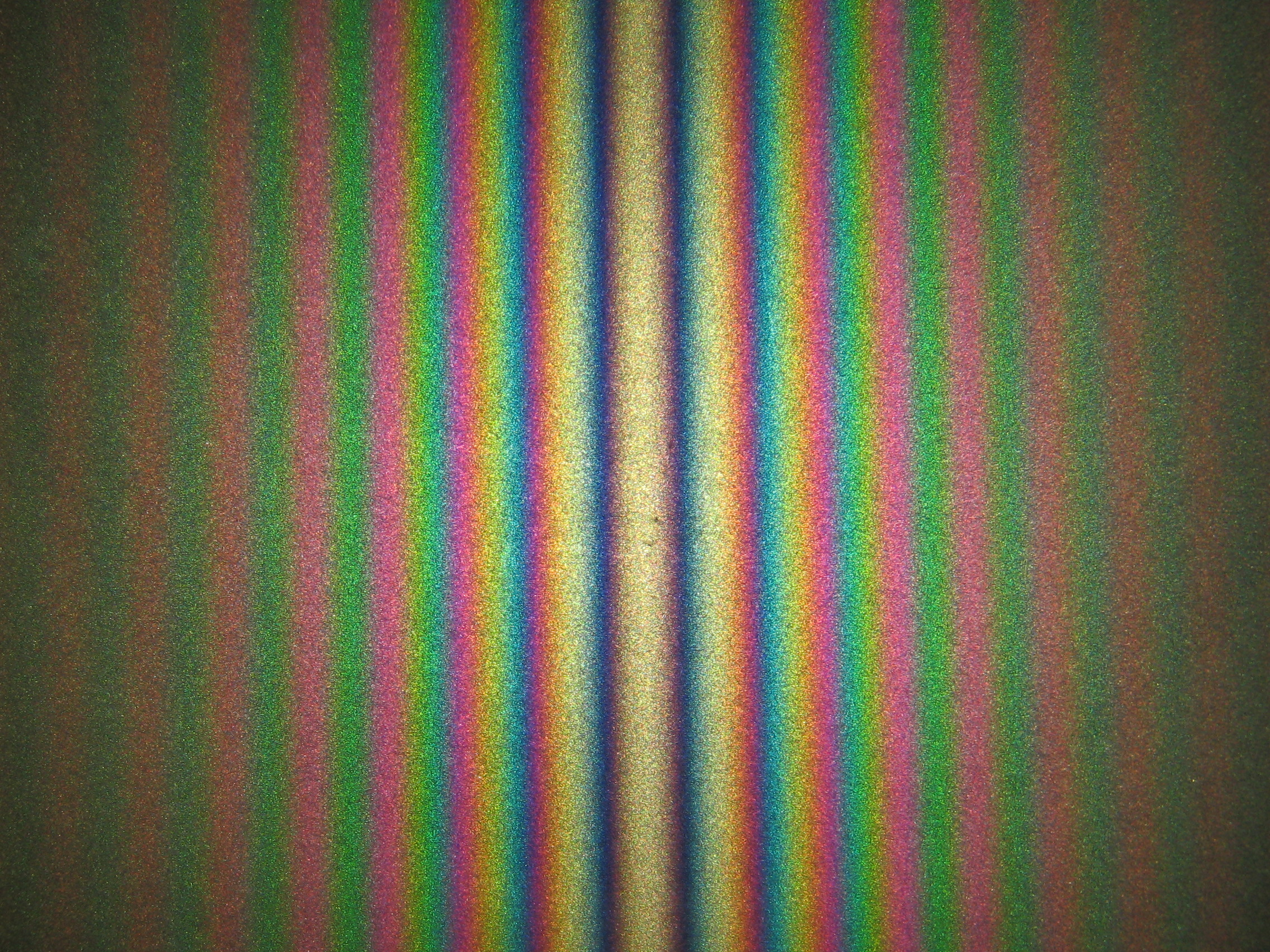
Мал 6. Інтерференційна картина для білого світла в дослідах Майкельсона. Як видно з малюнку, центральна пляма є скоріше світлою, аніж темною.

Слід відзначити, що Майкельсон, Морлі, Міллер та інші застосовували монохроматичне світло тільки для настроювання апаратури, а в реальних експериментах було звичайне «біле світло». Причина полягала в тому, що реєстрація зсуву відбувалася візуально. Хоча монохроматичне світло дає чіткіший інтерференційний малюнок, але в разі коливання температури або численних неконтрольованих вібрацій інтерференційний малюнок просто зникав. Перевага білого світла полягала в тому, що хоча інтерференційний малюнок і був трохи «розмитий» (що виявлялося в плавних змінах освітленості), але його стабільність значно зростала. Чорні смуги на малюнку надавали можливість визначати зсув досить точно.
Ртутний «басейн» дозволяв легко змінювати напрям вимірювання. Після легкого поштовху, вся апаратура інтерферометра з постійною кутовою швидкістю оберталась навколо своєї осі, дозволяючи робити заміри через 15-20 градусів. Зсув контролювався через особливий окуляр («телескоп»). Коли період обертання становив хвилини, то спостерігалась певна залежність результатів від напрямку, що виявлялося в асиметрії косинусоїдальної експериментальної залежності зсуву (максимуми та мінімуми не збігалися з кратним {\displaystyle \pi }). Спостерігалася залежність амплітуди мінімального та максимального зсуву від сидеричного часу. Значна тривалість експерименту ставила за мету визначити також річні зміни амплітуди.